# هنریک فوک
هنریک فوک (انگلیسی: Henrich Focke; ۸ اکتبر ۱۸۹۰ – ۲۵ فوریهٔ ۱۹۷۹) مخترع، مهندس، خلبان و از پیشگامان صنعت هواپیمایی اهل آلمان بود. وی بیشتر به عنوان مخترع Fw 61 شناخته شده‌است، که اولین هلیکوپتر موفق آلمانی است.

## زندگی
فوک ۸ اکتبر ۱۸۹۰ در برمن متولد شد. در دانشگاه لایبنیتز هانوفر تحصیل کرد و در همین‌جا با جورج وولف آشنا شد و سرانجام به یک هنگ پیاده‌نظام پیوستند. وی پس از خدمت در جبهه شرقی، به سرویس هوایی ارتش امپریال آلمان منتقل شد.
او با ساخت هلیکوپتر Fw 61 که اولین بار در ۲۶ ژوئن سال ۱۹۳۶ پرواز شناخته شده‌است.